# (528159) 2008 HS3
(528159) 2008 HS3 es un asteroide que forma parte de los asteroides Amor y fue descubierto el 30 de abril de 2008 por el equipo del  Catalina Sky Survey.

## Designación y nombre
Designado provisionalmente como 2008 HS3. 

## Características orbitales
(528159) 2008 HS3 está situado a una distancia media del Sol de 1,350 ua, pudiendo alejarse hasta 1,654 ua y acercarse hasta 1,046 ua. Su excentricidad es 0,225 y la inclinación orbital 8,173 grados. Emplea 572,95 días en completar una órbita alrededor del Sol.
Los próximos acercamientos a la órbita terrestre ocurrirán el 26 de abril de 2030, el 13 de abril de 2041 y el 4 de agosto de 2041.

## Características físicas
La magnitud absoluta de (528159) 2008 HS3 es 21,55.